# Campionato del mondo di freccette
Il Campionato del mondo di freccette (World Professional Darts Championship)  è uno dei più importanti campionati di freccette che si svolgono durante l'anno. All'inizio fu un evento annuale tenutosi tra il 1978 e il 1993, ma poi i giocatori si divisero in due diverse organizzazioni: la British Darts Organisation (BDO) e la Professional Darts Corporation (PDC), che dal 1994 organizzano un proprio campionato del mondo a gennaio. Nel 2020, in seguito allo scioglimento della British Darts Organisation, il campionato del mondo PDC è diventato l'unico campionato mondiale di freccette riconosciuto, finché la World Darts Federation (WDF) ha organizzato una sua versione del torneo mondiale che, di fatto, è andata a sostituire quella gestita dalla BDO.
Phil Taylor, considerato il più grande giocatore di tutti i tempi, ha vinto 16 titoli del mondo, 2 in BDO e 14 in PDC, e ne ha dominato la scena per molti anni.
La prima edizione del mondiale BDO risale al 1978 e si tenne a Nottingham. Dal 1979 al 1985 il campionato mondiale è stato organizzato a Stoke, dal 1985 al 2019 si è tenuto a Surrey, mentre l'ultima edizione è stata organizzata nella O2 Arena di Londra.
Nel 2001 si è tenuta la prima edizione femminile del torneo BDO, vinta dall'inglese Trina Gulliver. La prima e unica edizione femminile del campionato del mondo PDC femminile si è tenuta nel 2010 e a trionfare è stata la statunitense Stacy Bromberg. A partire dal 2012 si è disputata anche l'edizione PDC riservata ai giovani, seguita nel 2015 dalla prima edizione giovanile del mondiale BDO.

## Campioni del mondo

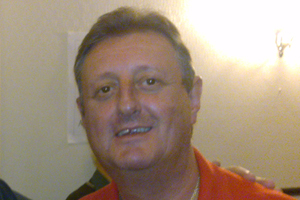
Eric Bristow ha vinto 5 titoli.

La seguente tabella riporta tutti i vincitori di tutte le versioni del Campionato del Mondo (aggiornato al 3 gennaio 2023).
| Giocatore             | Totale | BDO | PDC | WDF |
| --------------------- | ------ | --- | --- | --- |
| Phil Taylor           | 16     | 2   | 14  | -   |
| Raymond van Barneveld | 5      | 4   | 1   | -   |
| Eric Bristow          | 5      | 5   | -   | -   |
| Glen Durrant          | 3      | 3   | -   | -   |
| Michael van Gerwen    | 3      | -   | 3   | -   |
| John Lowe             | 3      | 3   | -   | -   |
| John Part             | 3      | 1   | 2   | -   |
| Gary Anderson         | 2      | -   | 2   | -   |
| Ted Hankey            | 2      | 2   | -   | -   |
| Adrian Lewis          | 2      | -   | 2   | -   |
| Dennis Priestley      | 2      | 1   | 1   | -   |
| Scott Waites          | 2      | 2   | -   | -   |
| Jocky Wilson          | 2      | 2   | -   | -   |
| Peter Wright          | 2      | -   | 2   | -   |
| Bob Anderson          | 1      | 1   | -   | -   |
| Steve Beaton          | 1      | 1   | -   | -   |
| Richie Burnett        | 1      | 1   | -   | -   |
| Stephen Bunting       | 1      | 1   | -   | -   |
| Rob Cross             | 1      | -   | 1   | -   |
| Tony David            | 1      | 1   | -   | -   |
| Keith Deller          | 1      | 1   | -   | -   |
| Niel Duff             | 1      | -   | -   | 1   |
| Andy Fordham          | 1      | 1   | -   | -   |
| Christian Kist        | 1      | 1   | -   | -   |
| Jelle Klaasen         | 1      | 1   | -   | -   |
| Scott Mitchell        | 1      | 1   | -   | -   |
| Gerwin Price          | 1      | -   | 1   | -   |
| Leighton Rees         | 1      | 1   | -   | -   |
| Michael Smith         | 1      | -   | 1   | -   |
| Les Wallace           | 1      | 1   | -   | -   |
| John Walton           | 1      | 1   | -   | -   |
| Wayne Warren          | 1      | 1   | -   | -   |
| Mark Webster          | 1      | 1   | -   | -   |

## Campionesse del mondo
La seguente tabella riporta tutte le vincitrici di tutte le versioni del Campionato del Mondo (aggiornato al 10 aprile 2022).
| Giocatrice             | Totale | BDO | PDC | WDF |
| ---------------------- | ------ | --- | --- | --- |
| Trina Gulliver         | 10     | 10  | -   | -   |
| Lisa Ashton            | 4      | 4   | -   | -   |
| Anastasia Dobromyslova | 3      | 3   | -   | -   |
| Mikuru Suzuki          | 2      | 2   | -   | -   |
| Francis Hoenselaar     | 1      | 1   | -   | -   |
| Stacy Bromberg         | 1      | -   | 1   | -   |
| Beau Greaves           | 1      | -   | -   | 1   |